# TRPM
TRPM — семейство каналов с транзиторным рецепторным потенциалом (англ: Transient Receptor Potential (M — melastatin)). Считается, что функциональные каналы TRPM образуют тетрамеры. Семейство TRPM состоит из восьми каналов.
В отличие от подсемейств TRPC и TRPV, субъединицы TRPM содержат не N-концевые анкириновые повторные мотивы, а целые функциональные белки на своих С-концах. TRPM6 и TRPM7, например, содержат функциональные сегменты α-киназы, которые представляют собой тип серин / треонин-специфической протеинкиназы.

## Проницаемость и активация
Относительная проницаемость каналов TRPM для кальция и магния широко варьируется.
TRPM4 и TRPM5 непроницаемы для кальция.
TRPM3, TRPM6 и TRPM7 очень проницаемы как для кальция, так и для магния.
Механизм активации среди каналов TRPM также сильно различается .
TRPM2 активируется АДФ-рибозой, аденозин-5'-дифосфорибозой и функционирует как датчик окислительно-восстановительного статуса в клетках.
TRPM4 и TRPM5 активируются внутриклеточным кальцием.
TRPM8 может активироваться низкими температурами, ментолом, цинеолом и ицилином.

## Функции
К функциям каналов TRPM относятся:
- регуляция кальциевых колебаний после активации Т-клеток[7] и предотвращение нарушений сердечной проводимости (TRPM4)[8].

- модуляция секреции инсулина и сенсорной трансдукции во вкусовых клетках (TRPM5)[9].

- ощущение холода (TRPM8).

- ощущение жара и воспалительная боль (TRPM3)[10].

- регулирование реабсорбции магния в почках и всасывания в кишечнике (TRPM6)[11].

- регуляция клеточной адгезии (TRPM7)[12]

## Гены
TRPM1, TRPM2, TRPM3, TRPM4, TRPM5, TRPM6, TRPM7, TRPM8